# Знаменское (Колпнянский район)
Зна́менское — село в Колпнянском районе Орловской области России. Административный центр Знаменского сельского поселения.

## География
Село находится на расстоянии 8 км к югу от посёлка городского типа Колпна, административного центра района, и 112 км к юго-востоку от города Орёл, административного центра области.

## Население
| 2002 | 2010 |
| ---- | ---- |
| 358  | ↘288 |

### Национальный состав
Согласно результатам переписи 2002 года, в национальной структуре населения русские составляли 97 % из 358 чел.